# 明初官话音系
明初官话音系，即明朝前期北方汉语官话的语音系统，屬於近代漢語。
《太祖實錄》洪武八年三月：“是月《洪武正韵》成。初，上（明太祖）以旧韵起于江东，多失正音，乃命……以中原雅音校正之。”这里的中原雅音，也就是明初官话语音系统。

## 研究材料

### 《洪武正韵》
虽然《洪武正韵》的编纂要求是以“中原雅音”为标准，但其性质不是一个单纯的、完整的语音系统，实际上兼有旧韵书、明初官话、江淮方言、吴音的特点，不能代表當時的實際語音系統:161。
《洪武正韵》是在南宋《增修互注礼部韵略》（简称《增韵》）的基础上重编的。《洪武正韵》刊行四年之后，明太祖又因书中“尚有未谐叶者”而要求重修，因此《洪武正韵》有了两个版本：洪武八年（1375年）的初编七十六韵本，洪武十二年（1379年）的重修八十韵本:2。《正韵》和《增韵》、八十韵本和七十六韵本之间的差异，大概就是以中原雅音校正的记录:21，因此通过比较就可以考察明初官话音系的特点。

### 《韵略易通》
云南人兰茂所作的《韵略易通》，成书于正统壬戌年（1442年），记录了一个相对完整的音系，和《中原音韵》大体相承，但也有守旧的痕迹:149、147。

### 《洪武正韵译训》
朝鲜李朝学者申叔舟等，受世宗、文宗之命，用训民正音对译《洪武正韵》，写成了《洪武正韵译训》，书稿定于明景泰六年（1455年）:69。申叔舟等曾多次来到北京，并在《译训》中记录了当时的时音、俗音:78。

## 关于“两套音系”的争论
元人周德清的《中原音韵》，成书于泰定甲子（1324年）。而较晚出的《洪武正韵》（1375年）与之相比，在音系上却更加古老。最明显的区别在于，《中原音韵》中全浊声母已经消失，而《洪武正韵》中却还保留。因此，有的音韵学家认为，元明时的官话语音有两套系统，一为读书音，一位说话音；而有的音韵学家则认为，明初官话语音系统只有一套，只是《洪武正韵》等书写作上遵从旧韵书、未能记录时音。

### 两套音系说
苏联语言学家龙果夫认为，元时的北方官话有两套音系：“我们没有充足的理由说‘古官话’的语音组织是统一的。在另一方面，我们的这些材料使我们可以说有两个大方言（或者是方言类）。从声母系统来看，他们是极端彼此分歧的：一个我们叫做甲类，包括八思巴碑文、《洪武正韵》、《切韵指南》；另一个我们叫做乙类——就是在各种外国名字的译音和波斯语译音里的。并且，甲类方言（就是八思巴碑文所代表的）大概因为政治上的缘故，在有些地方也当做标准官话，可是在这些地方的口语是属于乙类的。”:483
罗常培同意龙果夫的观点：“这两个系统一个是代表官话的，一个是代表方言的；也可以说一个是读书音，一个是说话音。”:407
李新魁也认为：“《洪武正韵》基本上代表了明初中原共同语的读书音系统。”:73亦即认为明初官话有读书音和说话音两个系统。

### 反对者
现代汉语方言中，也有许多方言有读书音和说话音两个系统，即文白异读。但宁继福认为现代汉语方言的文白异读系统有两个共同点：韵母的文白异读比声母的复杂，文读和白读所用声母相同，而《中原音韵》和《蒙古字韵》或《洪武正韵》相比，最大的区别是前者多出一套全浊声母，因此龙果夫的假说与汉语不符:157。
宁继福考察了此前湮没无闻六百余年、1997年才被重新发现的八十韵本《洪武正韵》:161，指出其中反映的浊上归去、支微分离、闭口韵逐渐消失等现象，都不见于七十六韵本《正韵》。两个版本的《正韵》相距仅四年，不可能发生如此巨大的变化，因此七十六韵本《洪武正韵》中的较古老语音系统，不是明初官话读书音系统的反映，而只是旧韵书的残存:159。“壹以中原雅音为定”的八十韵本《洪武正韵》，和《洪武正韵译训》中收录的北京口语语音有大量吻合之处，也说明“雅音”就是“俗音”，明初官话语音系统中不存在读书音和说话音的区别:147-148。
耿振生也认为：“官话自身却没有必要形成两个并行的读音系统，而且近代汉语文献中没有发现过有文白两套标准音系统的蛛丝马迹。”

## 声韵调系统

### 声母系统
《中原音韵》中记录的元代语音系统中，声母有21个，包括疑母[ŋ]在内。在《洪武正韵》中，有影、喻、疑母合并混淆的趋势。在《韵略易通》中，疑母完全消失，形成下列格局:240：
| 音类   | 不送气 清塞音、塞擦音 | 送气 清塞音、塞擦音 | 鼻音 | 清擦音 | 浊擦音、边音 |
| ------ | --------------------- | ------------------- | ---- | ------ | ------------ |
| 唇音   | 冰p                   | 破pʰ                | 梅m  | 风f    | 无v          |
| 舌音   | 东t                   | 天tʰ                | 暖n  |        | 来l          |
| 齿头音 | 早ts                  | 从tsʰ               |      | 雪s    |              |
| 正齿音 | 枝tʂ                  | 春tʂʰ               |      | 上ʂ    | 人ʐ          |
| 牙喉音 | 见k                   | 开kʰ                | 一∅  | 向x    |              |
这个音系的所有声母恰好可以组成一首诗，曰《早梅诗》：东风破早梅 ，向暖一枝开 ；冰雪无人见，春从天上来。

### 韵母系统
明初官话音系的韵母系统，相较之前的《中原音韵》，可以反映出下列重大现象：
鱼、模分韵。《中原音韵》中鱼、虞、模合为一韵，包括[u]和[iu]两个韵母。《洪武正韵》中鱼、模分韵，说明[iu]已经变成了[y]。:158
闭口韵消失。《中原音韵》中有三个闭口韵韵部，如“蓝”和“兰”不同音，前者韵母为[am]，后者为[an]。《洪武正韵译训》所载俗音中，闭口韵即-m韵尾全部消失。:78
支、微分韵。《中原音韵》中“知”和“支”不同音，前者韵母为[i]，后者为[ʅ]。八十韵本《洪武正韵》中“知、痴、世”等与“支”同属一韵部。:127

### 声调系统
明初官话音系的声调系统和之前的元代音系、之后延续至今的现代汉语音系的声调系统都保持一致，分为阴、阳、上、去。
七十六韵本《洪武正韵》和《韵略易通》中都有和阳声韵相配的入声韵。八十韵本《洪武正韵》中，入声韵则不和阳声韵相配，并显示出-p、-t、-k韵尾合并为-ʔ韵尾的趋势；《译训》也记录了这类现象。多数学者则认为，《中原音韵》中入声韵就已经消失，明初官话语音也自然没有入声韵。

## 注解
1. ↑  八十韵本未曾重刊，湮没数百年。下文中的《洪武正韵》，如未注明，俱指七十六韵本。
2. ↑  说法不一。见“中原音韵”。